# Kaggeholm
Kaggeholm är en herrgård och bebyggelse på Helgö i Mälaren i Ekerö kommun och Ekerö socken. SCB avgränsade området till en småort 1995 som avregistrerades 2005. Från 2020 till 2023 blev den åter klassad som småort.

## Historik
Platsen där Kaggeholm nu ligger omnämns första gången i ett pantbrev 1287, men utgrävningar har visat att det fanns bofast befolkning här redan på 200-talet. Under 1500-talet ägdes gården av släkterna Grip och Bååt. Gården hette ursprungligen Vettersjö, men fick namnet Kaggeholm av greve Lars Kagg som köpte säteriet 1647.
På 1720-talet påbörjades en byggnationen av den slottsliknande herrgården, ny huvudbyggnad med flyglar, efter ritningar av Nicodemus Tessin d.y. Byggherren hette då Isac Funck. Slottet fick sitt nuvarande utseende, med lanterninen mitt på taket i mitten av 1800-talet då ett antal större förändringar skedde. 
Slottet var privatägt fram till i början av 1940-talet. Den siste private ägaren, bankiren Martin Aronowitsch, sedermera även ägare till Bukowskis 1928, köpte slottet och tillhörande marker år 1917. Han skapade den miljö man huvudsakligen ser idag inklusive trädgården som han lät anlägga i barockstil med hjälp av trädgårdsarkitekten Rudolf Abelin. Bara terrasseringen kostade då 400 000 kr. Slottets interiör finns dokumenterad i svartvita fotografier tagna av sonen Evert. Martin Aronowitsch gick bort 1939 och testamentsexekutorerna avyttrade ägorna samma år.
Från 1943 övertog pingströrelsen delar av dessa då Lewi Pethrus köpte slottet med syftet att där driva den folkhögskola som startat inne på Rörstrandsgatan i Filadelfiakyrkan. 
Till en början hölls lektioner i slottets lokaler, och de många rummen nyttjades som elev- och personalbostäder. Skolverksamheten flyttades med tiden till modernare lokaler och slottet började istället användas som kurs- och konferensgård. Interiören har därför förlorat sin forna glans på grund av vissa ombyggnader och förändringar i ytskikt som gjorts för anpassning till en mer offentlig skol - och konferensmiljö.
Pingströrelsen drev även den närliggande Kaggeholms folkhögskola med utbildningar inom bland annat media, musik, bibel och dans. En av den svenska pingströrelsens viktigaste gestalter, Lewi Pethrus, bodde ett antal år i närheten av Kaggeholms slott och folkhögskola. 
Pingströrelsen ägde slottsområdet till 28 maj 2018 då det såldes till Sisyfosgruppen. I juni 2018 beslöt Filadelfiaförsamlingen i Stockholm att Kaggeholms folkhögskola skall flytta till Rörstrands slott i Stockholms innerstad.
Kaggeholms slott, med 29 hektar mark, såldes 2018 av Pingströrelsen till Olle Larssons fastighetsbolag Sisyfosgruppen.

## Bilder

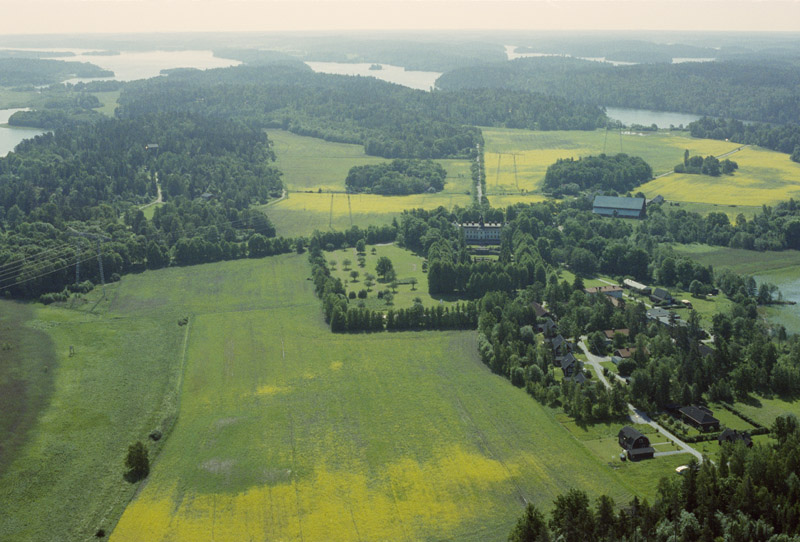
Flygfoto från 1991
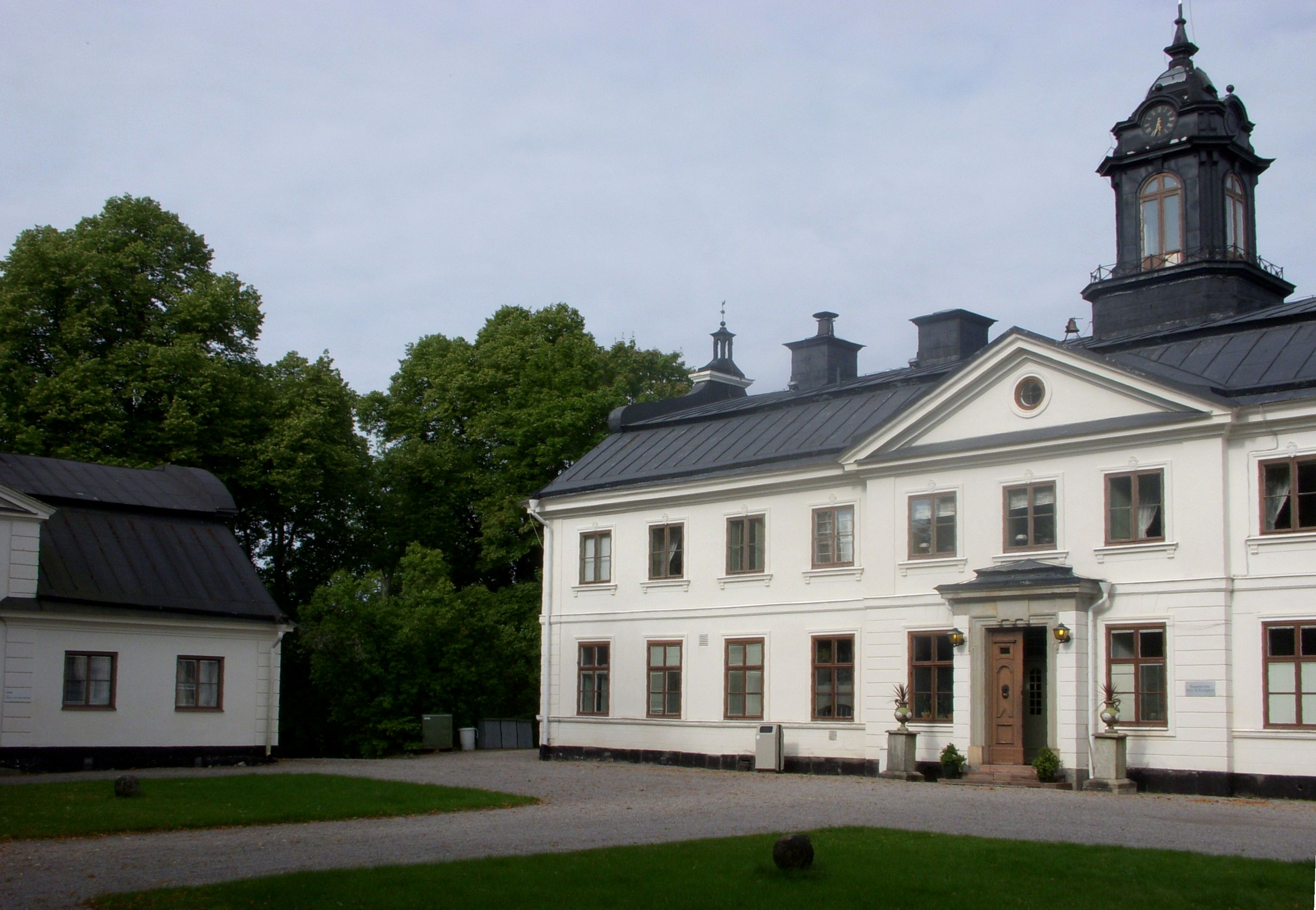
Huvudbyggnaden
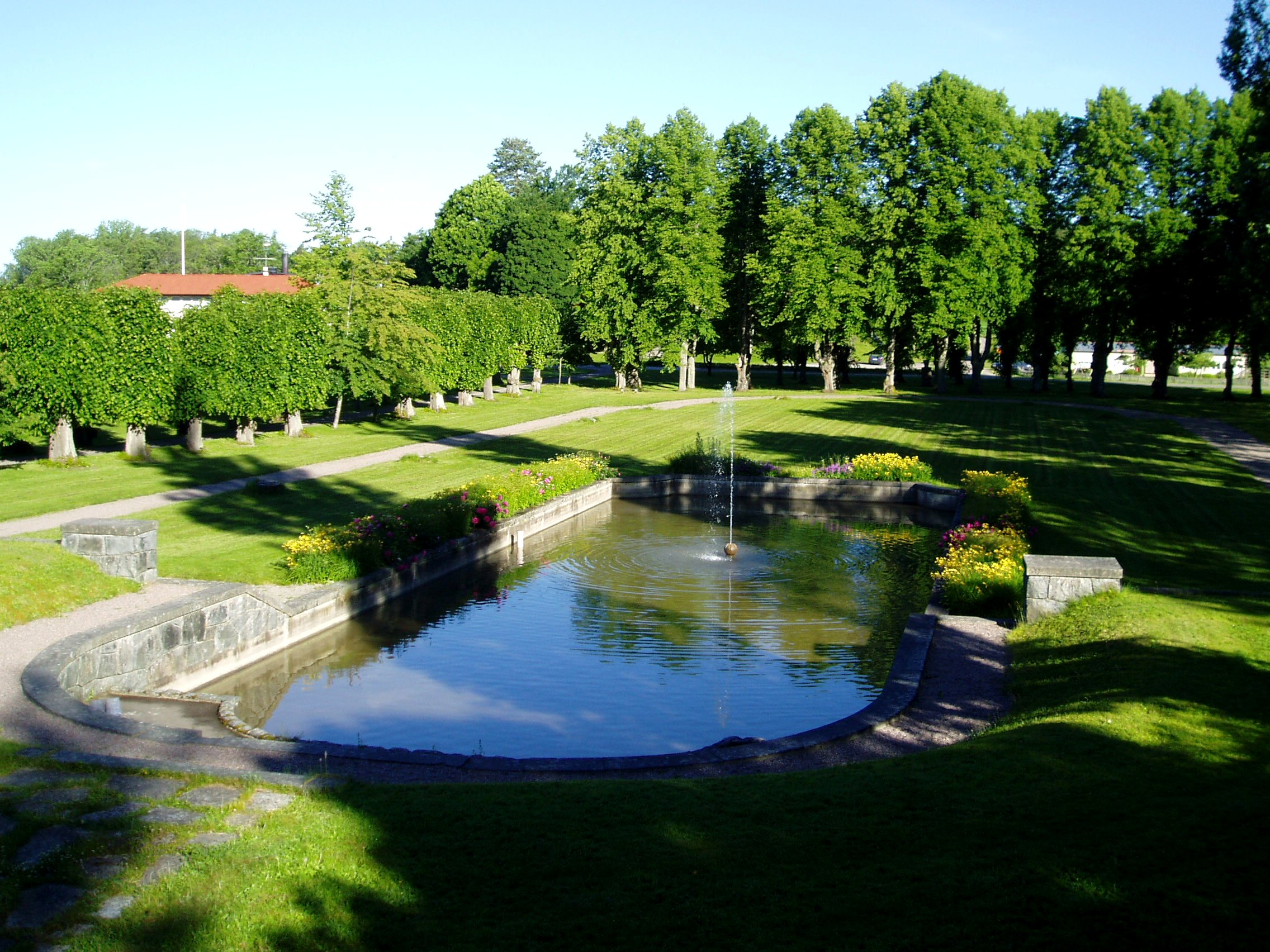
Dammen i parken
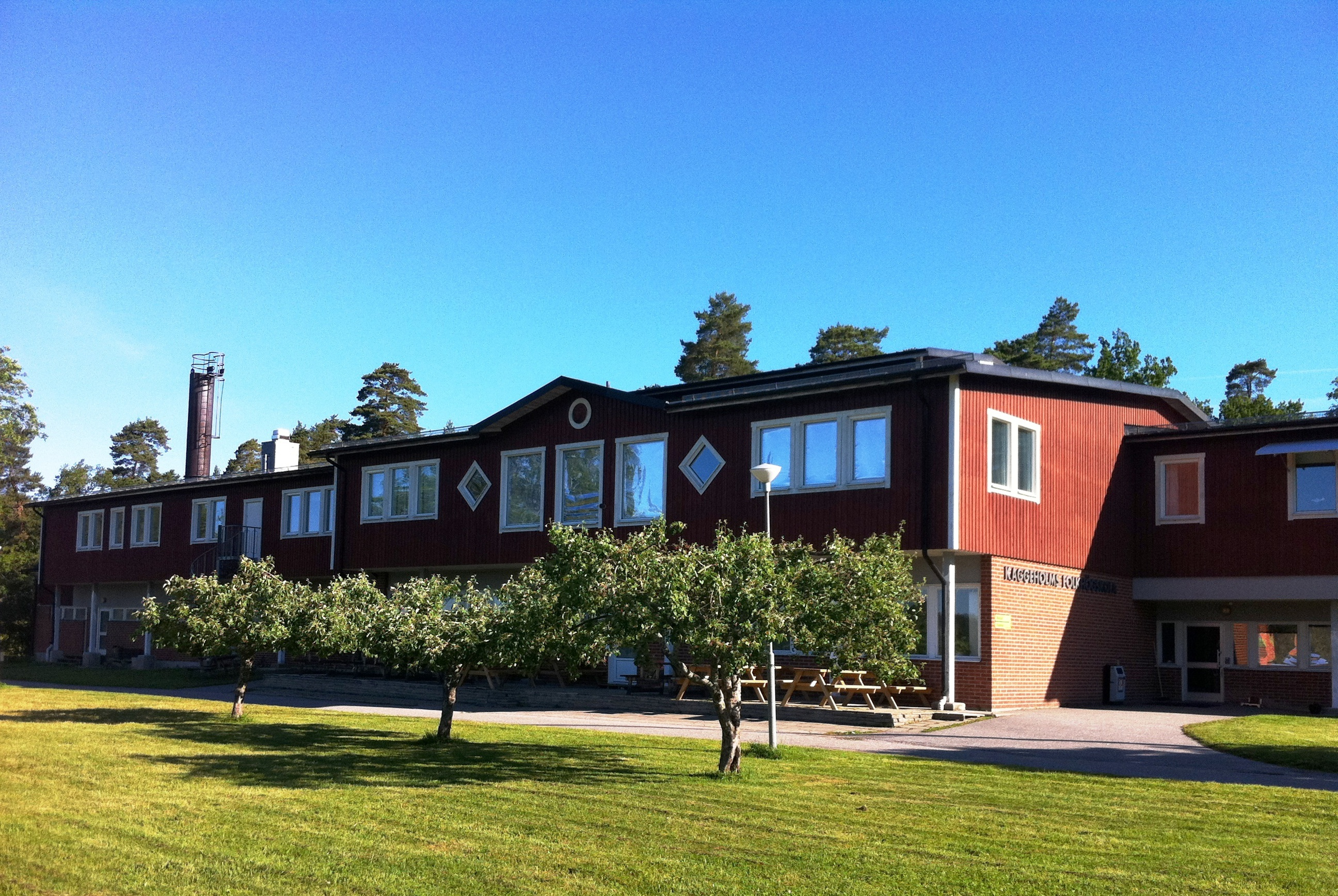
Kaggeholms folkhögskolas matsal
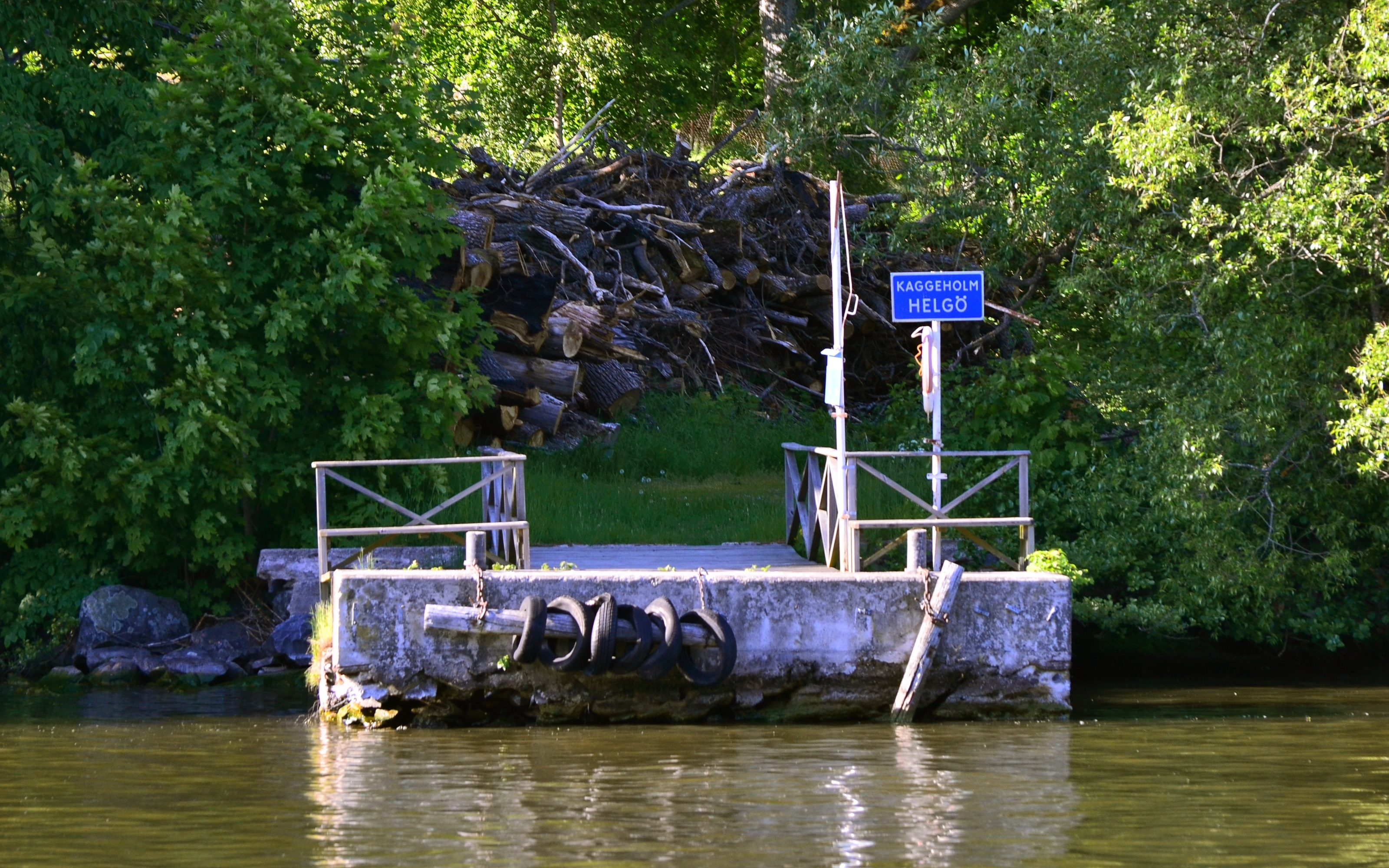
Kaggeholm - Helgö brygga från Bockholmssundet